# Turniej o Puchar Rybnickiego Okręgu Węglowego 1961
Puchar Rybnickiego Okręgu Węglowego 1961 – zawody żużlowe, mające na celu wyłonienie zwycięzcy turnieju o Puchar ROW. Zawody w 1961 roku wygrał Joachim Maj.

## Finał
- Rybnik, 14 października 1961
- Sędzia:

| Msc. | Zawodnik            | Klub      | Pkt |           |  |
| ---- | ------------------- | --------- | --- | --------- |  |
| 1    | Joachim Maj         | Rybnik    | 12  | (3,3,3,3) |  |
| 2    | Florian Kapała      | Rzeszów   | 9   | (2,2,3,2) |  |
| 3    | Henryk Żyto         | Leszno    | 8   | (1,1,3,3) |  |
| 4    | Antoni Woryna       | Rybnik    | 8   | (2,1,3,2) |  |
| 5    | Marian Kaiser       | Gdańsk    | 7   | (3,3,d,1) |  |
| 6    | Janusz Suchecki     | Bydgoszcz | 7   | (2,1,1,3) |  |
| 7    | Stanisław Tkocz     | Rybnik    | 6   | (3,1,1,1) |  |
| 8    | Andrzej Wyglenda    | Rybnik    | 5   | (d,2,1,2) |  |
| 9    | Stefan Kępa         | Rzeszów   | 4   | (2,2,0,0) |  |
| 10   | Jan Malinowski      | Rzeszów   | 3   | (0,d,3,0) |  |
| 11   | Karol Peszke        | Rybnik    | 3   | (d,1,2,0) |  |
| 12   | Bolesław Bonin      | Bydgoszcz | 3   | (0,0,2,1) |  |
| 13   | Mieczysław Połukard | Bydgoszcz | 2   | (2,0,0,0) |  |